# Àliga de La Bisbal d'Empordà
L’Àliga de la Bisbal és un element del seguici popular de la Bisbal d’Empordà. És l’àliga més antiga de Catalunya. Juntament amb el Drac de la Bisbal, les figures originals estan declarades Bé Cultural d’Interès Nacional (BCIN).
Va ser construïda per una comunitat de frares i es va estrenar el 15 d’abril de 1619, segons el dietari de la família Anglada de Fonteta. La figura original es troba, juntament amb el Drac, en una capella de la Parròquia de Santa Maria de la Bisbal i que tot el públic pot visitar.
Es tracta d’una peça formada per una estructura de fusta i arpilleria, i revestida de petites peces de pell daurades a manera de plomes dentades. Com a element festiu de poder, ha estat tradicionalment l’encarregada d’honorar els visitants o autoritats.
Antigament la bèstia dansava en les principals festes de l’any, però el dia més solemne era el Corpus; era l’única figura que desfilava dintre de la processó amb la comitiva eucarística.
Fou restaurada a inicis de la dècada de 1980 i recuperada per a la Festa Major l'any 1997 amb la construcció d'una rèplica.
Cada 15 d’agost, l'Àliga balla als peus de l'altar de l'Església de Santa Maria per dedicar el seu ball a Maria, patrona de la Bisbal i a qui es deu la festivitat del municipi. Balla davant el mossèn, els membres de l'església, l'alcalde i els regidors de la ciutat.